# Cheyniana microphylla
Cheyniana microphylla är en myrtenväxtart som först beskrevs av Charles Austin Gardner, och fick sitt nu gällande namn av Barbara Lynette Rye. Cheyniana microphylla ingår i släktet Cheyniana och familjen myrtenväxter. Inga underarter finns listade i Catalogue of Life.